# Kris Van Spitael
Kris Van Spitael (Dendermonde, 19 maart 1974) is een Vlaams stand-upcomedian.
Van Spitael was archivaris in Erpe-Mere. Begin 2010 debuteerde hij als comedian. Hij won dat jaar 'Open Mic Comedy@Represent' in Oostmalle, met Jeroen Leenders in de jury, en een wedstrijd voor beginners tijdens 'Reetrock's got talent' in Glabbeek. In 2015 nam hij deel aan Belgium's Got Talent, dat uitgezonden werd op de Belgische commerciële zender VTM. Hij werd echter weggestemd door de jury tijdens de eerste ronde. 
Van Spitael woont in Erpe. Hij wordt omschreven als droogkomiek en woordkunstenaar.
Op Twitter en Facebook gaat hij door het leven als KrisCoMedie.